# Kuolpusaaret
Kuolpusaaret är en ö i Finland. Den ligger i sjön Porttipahdan tekojärvi och i kommunen Sodankylä i den ekonomiska regionen Norra Lappland och landskapet Lappland, i den norra delen av landet, 900 km norr om huvudstaden Helsingfors. Öns area är 6,6 hektar och dess största längd är 380 meter i öst-västlig riktning.  Notera att namnet antyder att det är fråga om flera öar.